# Иван Войтишич
Иван (Иоанн) Войтишич — киевский воевода XII века.

## Биография
В 1116 году во время русско-византийской войны возглавлял войско, посланное Владимиром Мономахом на Дунай отомстить за убийство византийцами его зятя лже-Льва Диогена. Посадил посадников в многие города на Дунае.
В 1127 году по приказу Мстислава Владимировича вместе с торками участвовал в походе большого войска против Давыда Всеславича. Поход закончился изгнанием Давыда из Полоцка.
В 1139 году ездил в Новгород послом великого князя Всеволода Ольговича, решившего утвердить Новгород за своим родом.
В 1146 году на киевском престоле утвердился Игорь Ольгович. Зная о том, что народ не слишком желал видеть его князем, он постарался привлечь на свою сторону Улеба, Лазаря Саковского и Ивана Войтишича, пользующихся в городе уважением. Не желая открыто конфликтовать с князем, Войтишич и его соратники на словах поддержали Игоря, но сами тайно пригласили на княжение Изяслава Мстиславича. Когда тот подошёл с войском к Киеву, воеводы выступили ему навстречу с войском Игоря Ольговича, но в последнюю минуту перед сражением перешли на сторону Изяслава, предрешив исход борьбы.

## Источник
- Иоанн Войтишич // Энциклопедический словарь Брокгауза и Ефрона : в 86 т. (82 т. и 4 доп.). — СПб., 1890—1907.